# ديون ديفيدز
ديون ديفيدز (بالإنجليزية: Deon Davids)‏ هو مدرب اتحاد الرغبي ‏ جنوب أفريقي، ولد في 11 فبراير 1968 في Victoria West ‏ في جنوب أفريقيا.